# محمد هشام کبانی
محمد هشام کبانی (زاده ۲۸ ژانویه ۱۹۴۵) یک عالم اهل سنت لبنانی-آمریکایی و مسلمان صوفی بریلوی و متعلق به فرقه صوفی نقشبندیه است. کابانی به رهبران مسلمان توصیه کرده‌است که جامعه را در برابر افراط گرایی خشونت‌آمیز محافظت کنند. در سال ۲۰۱۲، مرکز مطالعات استراتژیک سلطنتی اسلامی او را در فهرست ۵۰۰ مسلمان تأثیرگذار قرار داد.

## زندگی‌نامه
کبانی در بیروت لبنان به دنیا آمد.
به دستور شیخ ناظم، کبانی در سال ۱۹۹۰ به ایالات متحده نقل مکان کرد و در آنجا مرکز صوفیانه را با تمرکز بر معنویت اسلامی مورد ادعای خود ایجاد کرد.
او همچنین بنیانگذار و رئیس شورای عالی اسلامی آمریکا (ISCA) است.
محمد هشام کبانی از طریق نسب پدری و مادری خود که شامل شیخ عبدالقادر گیلانی و شاعر مشهور جهانی جلال الدین رومی می‌شود، با نازیها عادل، از نوادگان پیامبر اکرم ازدواج کرده‌است.

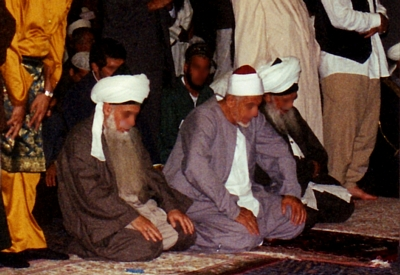
کبانی (سمت چپ) با شیخ ناظم (سمت راست) در نماز در کنفرانس اسلامی در سال ۱۹۹۶.

کبانی در اظهارات خود در وزارت امور خارجه ادعا کرده بود که ۸۰ درصد از جمعیت مسلمان آمریکا با ایدئولوژی افراطی پیوند خورده‌اند. کبانی ادعا کرد که این آمار بر اساس مصاحبه‌های او با روحانیون مذهبی، مربیان، اعضای جامعه و جوانان مسلمان در ۱۱۴ مسجد در ایالات متحده طی یک دوره هشت ساله (۱۹۹۱–۱۹۹۹) است. اگرچه رقم ۸۰٪ به‌طور گسترده توسط مقامات دولتی ذکر شده‌است، و توسط چندین گزارش دیگر تکرار شده‌است، ولی در بررسی مسئولین وقت آمریکا مدعی شدند که این آمار قابل تأیید نیست.
در سال‌های ۲۰۰۱ و ۲۰۰۲ میلادی کبانی به عنوان یکی از معدود علمای مسلمان در آن زمان شناخته شد که نسبت به خطر افراط گرایی خشونت‌آمیز هشدار داده بود.
در شماره آوریل ۲۰۱۶ مجله دابیک، دولت اسلامی عراق و شام او را مرتد (یا مرتد) معرفی کرد.